# Bimota DB3 Mantra
La Bimota DB3 Mantra, o Bimota Mantra 900, è una motocicletta costruita dalla casa motociclistica italiana Bimota dal 1995 al 1998. 
Il nome, come da nomenclatura standard della casa, sta ad indicare che questo è cronologicamente il terzo modello dotato di propulsore Ducati.

## Storia
La DB3 Mantra è stata presentata al Salone di Colonia nel 1994.
Progettata dall'ingegnere Pier Luigi Marconi e dal designer francese Sacha Lakic, monta il motore bicilindrico a V di 90° raffreddato ad aria derivato dalla Ducati 900 Monster da 904 cm³, venendo alimentato da due carburatori Mikuni da 38 mm di diametro, che sviluppa 86 cavalli a 6000 giri e una coppia di 9,2 mkg a 5700 giri. 
Il telaio è un traliccio tubolare in alluminio, con i tubi a sezione ovale. La forcella telescopica dal diametro di 43 mm viene fornita dalla Paioli, come pure il mono ammortizzatore posteriore.
La frenata è affidata a un sistema fornito dalla Brembo composto da due dischi flottanti da 320 mm di diametro all'anteriore morsi da pinze a quattro pistoncini, mentre al posteriore c'è un disco fisso da 230 mm con una pinza a doppio pistoncino. Ci sono due terminali di scarico per lato.
I cerchi Marchesini calzano pneumatici 120/70 x 17 all'anteriore e 180/55 x 17 al posteriore.
Una seconda versione aggiornata della Mantra è stata presentata ad EICMA nel 1997. Le modifiche principali riguardano il cupolino, il faro e la carenatura posteriore.